# Stanisław Billewicz
Stanisław Billewicz herbu Mogiła – skarbnik żmudzki w latach 1763-1768.
W 1764 roku podpisał elekcję Stanisława Augusta Poniatowskiego z Księstwa Żmudzkiego.